# Contea di Bomê
Bomê (波密县S; Bōmì XiànP) è una contea cinese della prefettura di Nyingchi nella Regione Autonoma del Tibet. Il capoluogo è la città di Zhamog. Nel 1999 la contea contava 27 169 abitanti per una superficie totale di 16 578,24 km².

## Città
- Zhamu 扎木镇  (comune)
- Qingduo 倾多镇 (comune)
- Songzong 松宗镇 (comune)
- Gu 古乡
- Bagai 八盖乡 (villaggio)
- Yuxu 玉许乡 (villaggio)
- Duoji 多吉乡 (villaggio)
- Kangyu 康玉乡 (villaggio)
- Yupu 玉普乡 (villaggio)
- Yigong 易贡乡 (villaggio)